# 稲垣恭子
稲垣 恭子（いながき きょうこ、1956年1月2日 - ）は、日本の教育社会学者。京都大学副学長・理事。京都大学名誉教授。京都大学大学院教育学研究科元教授で元科長・教育学部長。放送大学客員教授。

## 経歴
広島県出身。1978年京都大学教育学部教育社会学科を卒業。その後、同大学大学院教育学研究科に進学し、博士課程を退学。滋賀大学助教授、京都大学助教授、放送大学客員教授を歴任し、京都大学大学院教育学研究科教授。2009年に『「女学生」という表象 : 歴史社会学的考察』によって、博士（教育学）（京都大学）を取得。2017年教育学研究科長（-2020年3月）。2020年10月京都大学理事。2021年10月、京都大学副学長・理事（現職）。2022年4月同大名誉教授。
稲垣は教育社会学の分野で博士課程に進学した日本初の女性である。

## 研究
稲垣は以下のような研究を行っている。

## 著作

### 単著
- 『女学校と女学生:教養・たしなみ・モダン文化』（中公新書、2007年）
- 『教育文化の社会学』（放送大学教育振興会、2017年）

### 編集
- 『不良・ヒーロー・左傾:教育と逸脱の社会学』竹内洋共編（人文書院、2002年）
- 『教育社会学』 岩永雅也共編（放送大学教育振興会、2003年）
- 『子ども・学校・社会：教育と文化の社会学』（世界思想社、2006年）
- 『ゆらぐ教員世界と教職の現在』（東洋館出版社、2010年）
- 『教育文化を学ぶ人のために』（世界思想社、2011年）
- 『教育における包摂と排除:もうひとつの若者論』（明石書店、2012年）
- 『日本の論壇雑誌:教養メディアの盛衰』竹内洋、佐藤卓己共編（創元社、2014年）

### 翻訳
- S.J.ボール編著『フーコーと教育:「知=権力」の解読』喜名信之、山本雄二共監訳（勁草書房、1999年）